# Lycosa ventralis
Lycosa ventralis är en spindelart som beskrevs av F. O. Pickard-Cambridge 1902. Lycosa ventralis ingår i släktet Lycosa och familjen vargspindlar. Inga underarter finns listade i Catalogue of Life.